# Speedo
Speedo és un fabricant de banyadors fundada a Bondi Beach (Sydney), Austràlia. Speedo és actualment el major venedor del món de banyadors de marca i fabrica productes tant d'ús quotidià com per a natació competitiva. La seva marca enregistrada és un boomerang vermell.
Actualment l'empresa té la seu a Nottingham, Anglaterra, i pertany al Grup Pentland amb base a Londres.

## Història
L'empresa fou fundada el 1914 pel fabricant Alexander MacRae sota el nom de McRae Hosiery manufacturers coneguda posteriorment com a MacRae Knitting Mills. en un esforç per ampliar l'empresa en el camp del disseny de banyadors. El 1928 s'adoptà el nom Speedo després que la firma desenvolupés el seu disseny de banyadors Racerback, fabricant un dels primers dissenys purament atlètics. El nom l'aportà el Capitán Jim Parsons que guanyà una competició d'empresa amb el lema "Speed on in your Speedos."
Durant la Segona Guerra Mundial la companyia canvià quasi tota la seva producció a materials de guerra com ara les mosquiteres. Speedo tornà a la producció habitual després de la guerra arribant a ser una empresa pública el 1951. El 1955 Speedo introduí el niló a la seva tela per a banyadors de competició. En els Jocs Olímpics de Melbourne de 1956 es realitzà l'estrena de la nova tela i la introducció de les calces de bany masculí, associades des de llavors amb la marca. L'empresa ràpidament s'amplià en el concert internacional vanagloriant-se que el 70% de les medalles en natació aconseguides en els Jocs Olímpics de Múnic de 1972 i els Jocs Olímpics de Mont-real de 1976 havien estat signades per nedadors que utilitzaven la marca.
Durant els anys 1970 i 80 foren incorporades en el disseny dels banyadors noves teles com la lycra. Durant els darrers anys de la dècada de 1990 l'empresa centrà la seva atenció en nous materials que redueixen la resistència a l'aigua al reproduir les característiques biològiques de la pell de diversos animals marítims, com ara el tauró.
Malgrat que Speedo encara fabrica els dissenys tradicionals, els darrers dissenys de banyadors de competició incorporen una major cobertura als braços, cames i la resta del cos fins a completar la part superior del tronc. Els seus dissenys d'alta qualitat tenen un preu al voltant dels 300$ pels models Fastskin II i la sèrie FS Pro. L'empresa segueix fabricant banyadors d'ús ocasional, ulleres protectores, taps per les oïdes, casquets de bany, tovalloles, banyadors, roba, rellotges, xancletes, productes de voleibol platja i triatló, salvavides i material per a monitors de natació sien amateurs com professionals.
El març del 2007 en una temptativa d'apel·lar a una audiència més jove, la col·laboració de Speedo amb la marca japonesa Comme des Garcons donà a la botiga britànica de moda Topshop una col·lecció de Speedo clàssics de dona.

## Competència
Moltes empreses de roba esportiva com Nike i Adidas han ampliat la seva gamma de productes per reflectir tendències recents en el món de la natació (sent competència directa de Speedo) tot oferint línies múltiples de banyadors esportius. Competidors específics que com Speedo són exclusivament dels esports aquàtics són Arena, Turbo y Diana. De la mateixa manera la major part de dissenyadors de marques com Dolce & Gabbana o Calvin Klein han creat col·leccions de banyadors.

## Atletes
Alguns dels atletes (nedadors) patrocinats per Speedo són Grant Hackett, Michael Klim, Megan Jendrick, Greg Louganis, Janet Evans, Michael Phelps, Lewis Gordon Pugh, Natalie Coughlin, Amanda Beard, Dawn Fraser i Kosuke Kitajima.